# 1. općinska nogometna liga Koprivnica 1987./88.
"1. općinska nogometna liga Koprivnica" za sezonu 1987./88. je bila liga sedmog stupnja nogometnog prvenstva SFRJ. 
 
Sudjelovalo je 14 klubova, a prvak je bio "Udarnik" iz Zablatja. 

## Ljestvica
| mj. | klub                        | ut. | pob. | ner. | por. | gol+ | gol- | bod |
| --- | --------------------------- | --- | ---- | ---- | ---- | ---- | ---- | --- |
| 1.  | Udarnik Zablatje            | 26  | 18   | 4    | 4    | 77   | 28   | 40  |
| 2.  | Borac Imbriovec             | 26  | 16   | 5    | 5    | 60   | 30   | 37  |
| 3.  | Omladinac-Sloga Herešin     | 26  | 15   | 4    | 7    | 71   | 31   | 34  |
| 4.  | Bratstvo Kunovec            | 26  | 11   | 11   | 4    | 68   | 44   | 33  |
| 5.  | Sabarija Subotica Podravska | 26  | 13   | 6    | 7    | 56   | 41   | 32  |
| 6.  | Sloga Koprivnički Ivanec    | 26  | 12   | 6    | 8    | 69   | 64   | 30  |
| 7.  | Borac Drnje                 | 26  | 11   | 5    | 10   | 55   | 57   | 27  |
| 8.  | Mladost Sigetec             | 26  | 9    | 6    | 11   | 46   | 44   | 24  |
| 9.  | Mladost Koprivnički Bregi   | 26  | 7    | 7    | 12   | 53   | 72   | 21  |
| 10. | Drava Novigrad Podravski    | 26  | 8    | 5    | 13   | 47   | 73   | 31  |
| 11. | Galeb Koledinec             | 26  | 8    | 4    | 14   | 50   | 71   | 20  |
| 12. | Mučna Reka (Reka)           | 26  | 5    | 6    | 15   | 43   | 65   | 16  |
| 13. | Rudar Botinovec             | 26  | 5    | 7    | 14   | 34   | 59   | 16  |
| 14. | Jadran Kuzminec             | 26  | 3    | 6    | 17   | 33   | 81   | 12  |

## Rezultatska križaljka
| kratica | klub                        | BORD | BORI | BRA | DRA | GAL | JAD | MLAKB | MLAS | MUR | OMLS | RUD | SAB | SLO | UDA |
| --- | --------------------------- | ---- | ---- | --- | --- | --- | --- | ----- | ---- | --- | ---- | --- | --- | --- | --- |
| BORD | Borac Drnje                 |      |      |     |     |     |     |       |      |     |      |     |     |     |     |
| BORI | Borac Imbriovec             |      |      |     |     |     |     |       |      |     |      |     |     |     |     |
| BRA | Bratstvo Kunovec            |      |      |     |     |     |     |       |      |     |      |     |     |     |     |
| DRA | Drava Novigrad Podravski    |      |      |     |     |     |     |       |      |     |      |     |     |     |     |
| GAL | Galeb Koledinec             |      |      |     |     |     |     |       |      |     |      |     |     |     |     |
| JAD | Jadran Kuzminec             |      |      |     |     |     |     |       |      |     |      |     |     |     |     |
| MLAKB | Mladost Koprivnički Bregi   |      |      |     |     |     |     |       |      |     |      |     |     |     |     |
| MLAS | Mladost Sigetec             |      |      |     |     |     |     |       |      |     |      |     |     |     |     |
| MUR | Mučna Reka (Reka)           |      |      |     |     |     |     |       |      |     |      |     |     |     |     |
| OMLS | Omladinac-Sloga Herešin     |      |      |     |     |     |     |       |      |     |      |     |     |     |     |
| RUD | Rudar Botinovec             |      |      |     |     |     |     |       |      |     |      |     |     |     |     |
| SAB | Sabarija Subotica Podravska |      |      |     |     |     |     |       |      |     |      |     |     |     |     |
| SLO | Sloga Koprivnički Ivanec    |      |      |     |     |     |     |       |      |     |      |     |     |     |     |
| UDA | Udarnik Zablatje            |      |      |     |     |     |     |       |      |     |      |     |     |     |     |
| |                             |      |      |     |     |     |     |       |      |     |      |     |     |     |     |
| podebljan rezultat - utakmice od 1. do 13. kola (1. utakmica između klubova) rezultat normalne debljine - utakmice od 14. do 26. kola (2. utakmica između klubova) rezultat nakošen - nije vidljiv redoslijed odigravanja međusobnih utakmica iz dostupnih izvora rezultat smanjen * - iz dostupnih izvora nije uočljiv domaćin susreta prekrižen rezultat - poništena ili brisana utakmica p - utakmica prekinuta 3:0 p.f. / 0:3 p.f. - rezultat 3:0 bez borbe n.i. - nije igrano |                             |      |      |     |     |     |     |       |      |     |      |     |     |     |     |

 Izvori:

## Unutarnje poveznice
- Međuopćinska liga – Sjever 1987./88.
- 2. općinska liga Koprivnica 1987./88.